# Punak-e Bakhtari
Punak-e Bakhtari  est un quartier du nord-ouest de Téhéran, la capitale de l’Iran.